# Kolinkiwzi
Kolinkiwzi (ukrainisch Колінківці; russisch Колинковцы Kolinkowzy, rumänisch Colencăuți, Călincăuți) ist ein Dorf in der ukrainischen Oblast Tscherniwzi mit etwa 5200 Einwohnern (2001).
Das Dorf liegt in Bessarabien an der Territorialstraße T–26–03 und am Ufer der 30 km langen Rokytna (Рокитна), einem linken Nebenfluss des Pruth.
Klischkiwzi befindet sich 24 km nordöstlich der Oblasthauptstadt Czernowitz und 35 km südwestlich vom ehemaligen Rajonzentrum Chotyn.
Am 12. Juni 2020 wurde das Dorf ein Teil neu gegründeten Landgemeinde Toporiwzi im Rajon Nowoselyzja, bis dahin bildete es die Landratsgemeinde Kolinkiwzi (Колінковецька сільська рада/Kolinkowezka silska rada) im Westen des Rajons Chotyn.
Seit dem 17. Juli 2020 ist der Ort ein Teil des Rajons Tscherniwzi.